# Novembre 1735
 (novembre 2021).
Le mois de novembre 1735 est le 11e mois de l'année 1735.

## Naissances
- 1er novembre
  - James Bolton (mort le 7 janvier 1799), botaniste, mycologue et illustrateur anglais
  - Pierre Edmé Gautier de Sibert (mort en 1798), historien français
- 2 novembre
  - Claude-Louis Rousseau (mort le 7 octobre 1810), prélat catholique
  - Giovanni Andrea Avogadro (mort le 1 avril 1815), prêtre jésuite italien
- 4 novembre : Dominique Audibert (mort le 10 août 1821), négociant marseillais
- 5 novembre
  - Bernardo Zamagna (mort le 20 avril 1820), jésuite italien, helléniste, humaniste et poète de renom
  - Léonard Defrance (mort le 22 février 1805), peintre wallon
- 6 novembre : Jean-François Thierry (mort le 23 août 1807), général français de la Révolution et de l’Empire
- 7 novembre : Clairval (mort le 26 janvier 1797), chanteur (ténor), comédien et librettiste français
- 9 novembre
  - Charles-Guillaume de Nassau-Usingen (mort le 17 mai 1803), prince de Nassau-Usingen (1775-1803)
- 10 novembre : Granville Sharp (mort le 6 juillet 1813), Juriste abolitionniste
- 12 novembre
  - Diego de Gardoqui (mort le 12 novembre 1798), diplomate espagnol
  - Jean Robin Belair Laloue (mort le 25 janvier 1822), personnalité politique française
- 13 novembre
  - John Brown (mort le 7 octobre 1788), médecin écossais
- 14 novembre : Eustache-Benoît Asselin (mort le 5 décembre 1793), personnalité politique française
- 15 novembre : Johann Christian Brandes (mort le 10 novembre 1799), comédien, auteur dramatique
- 17 novembre
  - Antoine-Alexandre-Henri Poinsinet (mort le 7 juin 1769), dramaturge et librettiste français
  - Jean Le Caron de Mazencourt (mort le 28 septembre 1809), personnalité politique française
- 19 novembre : Juan Pedro Arnal (mort le 14 mars 1805), architecte espagnol
- 20 novembre
  - Andreas Schweigel (mort le 23 mars 1812), sculpteur allemand du margraviat de Moravie
  - Goswin de Fierlant (mort le 19 février 1804), personnalité politique belge
- 22 novembre
  - François Blanchot de Verly (mort le 12 septembre 1807), militaire français
  - Ulrich Bräker (mort le 11 septembre 1798), écrivain suisse
- 24 novembre : Gabrielle Pauline Bouthillier de Chavigny (morte le 19 mars 1822), aristocrate française
- 26 novembre
  - Giambattista Varesco (mort le 25 août 1805), abbé italien du XVIIIe siècle, musicien, poète et librettiste
  - John Thomas Stanley (mort le 2 octobre 1807), propriétaire terrien britannique et scientifique amateur
  - Marc Florent Prévost (mort le 18 décembre 1813), personnalité politique française
- 28 novembre : Henry Carteret (mort le 17 juin 1826), 1er baron Carteret
- 29 novembre : Louis de Foucauld de Lardimalie (mort le 2 mai 1805), personnalité politique française
- 30 novembre
  - Joseph Thomas de Sorlus de Bart (mort le 22 janvier 1796), général de brigade de la Révolution française

## Décès
- 12 novembre : Jacques Adam (né en 1663), homme de lettres et traducteur français
- 14 novembre
  - Frédéric-Guillaume de Hohenzollern-Hechingen (né le 20 septembre 1663), aristocrate allemand
  - Jerzy Aleksander Lubomirski (né en 1669), noble polonais de la famille Lubomirski
- 17 novembre : Jean Nollet (né en 1681), facteur d'orgue
- 29 novembre
  - Bernard de Hoyos (né le 21 août 1711), prêtre jésuite espagnol
  - Donato Giuseppe Frisoni (né en 1683), architecte italien
  - Jean-Guillaume d’Alvarado y Bracamonte (né en 1643), conseiller receveur général des domaines et finances